# Гумерово (Баймакский район)
Гумерово (баш. Ғүмәр) — деревня в Баймакском районе Башкортостана Российской Федерации. Входит в состав Яратовского сельсовета.

## История
До 1980 года входила в состав 1-го Иткуловского сельсовета.

## Географическое положение
Находится на правом берегу реки Сакмары.
Расстояние до:
- районного центра (Баймак): 37 км,
- центра сельсовета (Яратово): 2 км,
- ближайшей железнодорожной станции (Сибай): 68 км.

## Население
| 2002 | 2009 | 2010 |
| ---- | ---- | ---- |
| 344  | ↗354 | ↗367 |

Национальный состав
Согласно переписи 2002 года, преобладающая национальность — башкиры (100 %)

## Религия
Мечети
- Мечеть